# Culicoides guangxiensis
Culicoides guangxiensis är en tvåvingeart som beskrevs av Liu och Hao 2003. Culicoides guangxiensis ingår i släktet Culicoides och familjen svidknott. Inga underarter finns listade i Catalogue of Life.